# Josif Prindezis
Josif Prindezis (ur. 6 lutego 1970 w Poseidonii na wyspie Siros) – grecki duchowny rzymskokatolicki, arcybiskup metropolita Naksos-Andros-Tinos-Mykonos i tym samym administrator apostolski diecezji Chios od 2021.

## Życiorys
Święcenia prezbiteratu otrzymał 15 lipca 1995 i został inkardynowany do diecezji sirosko-meloskiej. Pracował głównie jako duszpasterz parafialny (od 2017 w parafii katedralnej), był też diecezjalnym ceremoniarzem oraz przewodniczącym komisji liturgicznej przy greckiej Konferencji Episkopatu.
25 stycznia 2021 papież Franciszek mianował go arcybiskupem metropolitą Naksos-Andros-Tinos-Mykonos i zarazem administratorem apostolskim diecezji Chios. Sakry udzielił mu 23 maja 2021 arcybiskup Nikolaos Prindezis. Cztery dni później objął stanowisko sekretarza generalnego Konferencji Episkopatu Grecji.